# Protestas en Perú de 2020
Las protestas en Perú de 2020 fueron una serie de manifestaciones y disturbios a nivel nacional desencadenados tras la declaratoria de vacancia presidencial por incapacidad moral del presidente peruano Martín Vizcarra, que pusieron fin al gobierno de Manuel Merino. Estas comenzaron el 9 de noviembre y duraron poco más de una semana.
Se registraron diversas protestas en varias ciudades del país, para mostrar la indignación de un sector de la población por la vacancia del presidente y rechazar la asunción al cargo presidencial por parte del presidente del congreso Manuel Merino, acusado en su gobierno por incluir figuras políticas mayormente conservadoras. Esta asunción fue considerada por algunas personalidades y juristas, como Mario Vargas Llosa, como un acto anticonstitucional, mientras que otros medios lo denominaron un golpe de Estado encubierto. Por otro lado, el Tribunal Constitucional decidió no pronunciarse sobre la decisión del Congreso tras declararse improcedente la demanda por inconstitucionalidad por parte de Martín Vizcarra.

## Antecedentes

### Primer intento de destitución de Martín Vizcarra
A principios de 2020, comenzaron las investigaciones en torno a un contrato para que el cantante Richard Cisneros pudiera realizar «charlas motivacionales, integraciones institucionales, entre otras» para el Ministerio de Cultura. Se alegó que un Cisneros sin experiencia pudo recibir pagos por un total de 175 mil 400 soles debido a contactos en el Palacio de Gobierno. Los investigadores registraron oficinas en este lugar el 1 de junio de 2020 en relación con las presuntas irregularidades. Vizcarra respondió a la divulgación de las grabaciones de audios diciendo «No voy a renunciar. Yo no me corro» y que los «audios han sido editados y manipulados maliciosamente; como pueden ver, intencionalmente buscan convertir un reclamo relacionado con el trabajo en un acto delictivo o político, con ganas de sacar las palabras de contexto y con la intención de acusarme de situaciones inexistentes. Nada más lejos de la realidad».
El entonces presidente del Congreso Manuel Merino fue objeto de críticas, por cómo reaccionó apresuradamente al iniciarse un juicio político contra Vizcarra. Si Vizcarra hubiese sido destituido de su cargo, Merino asumiría la presidencia por su cargo en el Congreso y por la ausencia de vicepresidentes. El 12 de septiembre de 2020, el periodista Gustavo Gorriti escribió que Merino se había puesto en contacto con el comandante general de la Marina de Guerra del Perú Fernando Cerdán, notificando que «respetara el orden constitucional» en caso de asumir la presidencia. El exministro de Defensa Jorge Chávez Cresta, confirmó que Merino había intentado establecer comunicación con altos mandos de las FF.AA. Posteriormente, se publicó un segundo informe donde constataba que Merino se había puesto en contacto con funcionarios de todo el gobierno, mientras se preparaba para crear un gabinete de transición. Tras la publicación de estos informes, el apoyo a la vacancia de Vizcarra disminuyó entre los congresistas, y el Congreso optó por no destituir a Vizcarra de la presidencia.

### Destitución de Martín Vizcarra
Tras fracasar el primer intento, la bancada de Unión por el Perú planteó una nueva moción de vacancia presidencial en octubre de 2020, con base en los supuestos actos de corrupción cometidos por Vizcarra cuando era gobernador regional de Moquegua, que incluye el testimonio de un aspirante a colaborador eficaz en el «Caso Club de la Construcción» quien manifestó que la empresa Obrainsa le pagó a Vizcarra 1 millón de soles y otros tres aspirantes a colaboradores efectivos también señalan que recibió 1.3 millones de soles del consorcio Ingenieros Civiles y Contratistas Generales SA (ICCGSA), e Incot por la licitación del proyecto de construcción del Hospital Regional de Moquegua en 2013. El Congreso de la República decidió aprobar la admisión a trámite de una segunda moción de vacancia contra el presidente Martín Vizcarra, luego de salir bien librado de un primer proceso. Tras todo ello, el presidente fue citado al Congreso para presentar sus descargos.

## Cronología

### Lunes 9 de noviembre

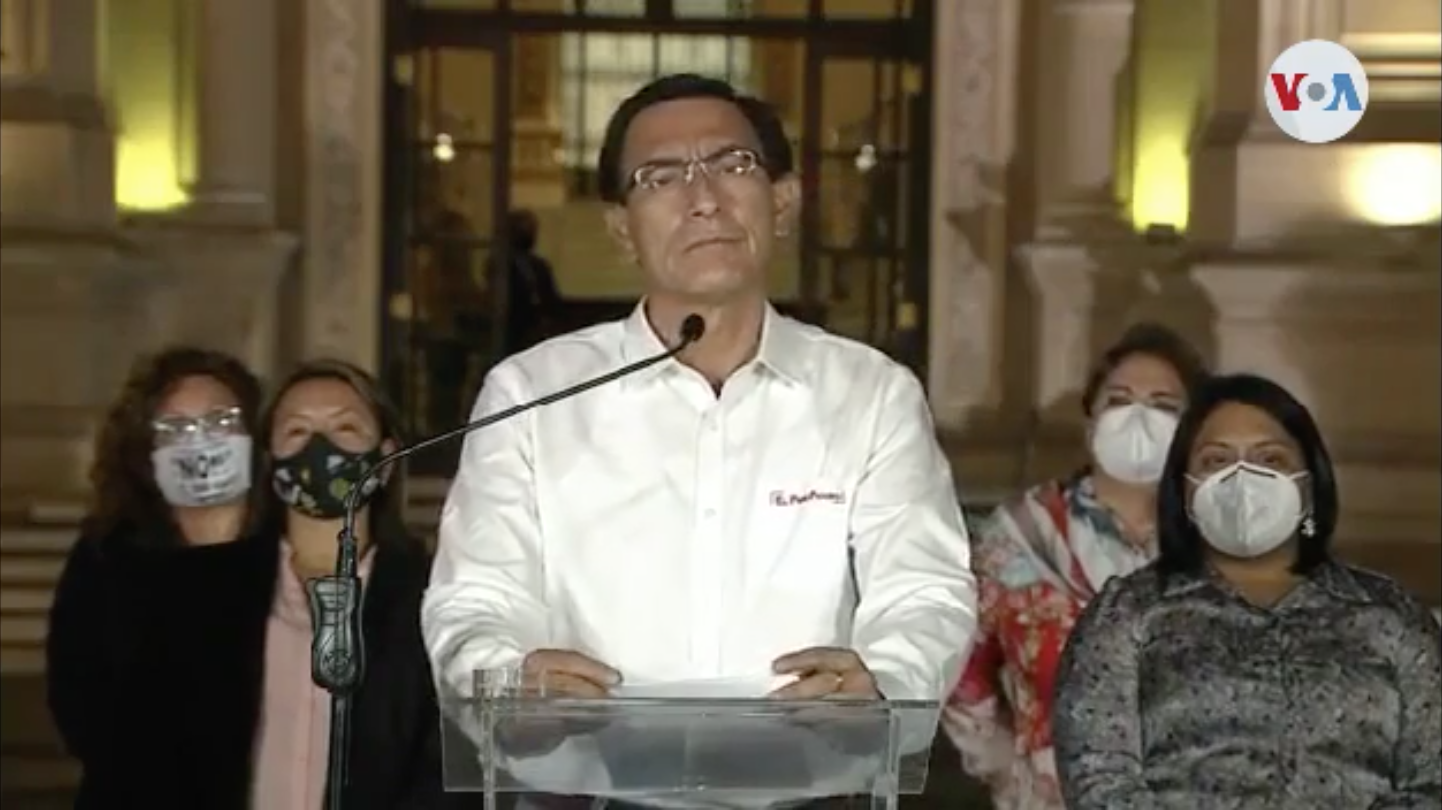
Martín Vizcarra tras ser destituido por el Congreso

El expresidente Martín Vizcarra fue citado al Congreso a las 10 de la mañana. Vizcarra ejerció su defensa y posterior a ello se procedió al debate de la aprobación de la vacancia. Con 105 votos a favor votos de un total de 130 congresistas, la declaratoria de permanente incapacidad moral fue aprobada. Posteriormente, grupos de personas y colectivos comenzaron a marchar hacia la Plaza San Martín. Bajo el lema «Merino no me representa». Desde horas de la tarde, personas comenzaron a llegar a los exteriores del edificio del Palacio Legislativo, el cual se encontraba custodiado por la Policía Nacional.
Un incidente se produjo en la Plaza Bolívar, en los exteriores del Congreso, en donde el congresista, Ricardo Burga fue agredido por un joven de 24 años cuando se encontraba dando declaraciones a los medios de comunicación. El joven fue liberado días después.

También se registran manifestaciones espontáneas en otros puntos del país. Entre ellas Chiclayo, Arequipa y Trujillo. 

### Martes 10 de noviembre
A las 9 de la mañana se convocaron manifestaciones en diferentes ciudades del país en rechazo a la toma de mando por parte del presidente del Congreso Manuel Merino.
Los manifestantes, quienes se autodenominaron como Generación del Bicentenario, salieron a las calles a manifestarse bajo las consignas «Merino no me representa», «Merino no es mi presidente», entre otras, desde tempranas horas de la mañana comenzaron a movilizarse manifiestamente en dirección del Palacio Legislativo. Los manifestantes fueron frenados por un contingente policial. Otro grupo se movilizó a la Plaza San Martín, la policía los contuvo usando gases lacrimógenos y procedió a realizar detenciones. Se registraron otros disturbios entre manifestantes y la policía en el Jirón de la Unión, mientras los primeros eran dispersados al intentar aproximarse al Palacio de Gobierno del Perú.
Diversos colectivos comenzaron a convocar manifestaciones pacíficas en la gran mayoría de regiones y ciudades del país, como en Arequipa, Trujillo, Chiclayo, Huancayo e Iquitos. Cientos de personas se reunieron en las principales plazas y calles de los departamentos de Cuzco, Apurímac, Tacna y Puno. En la región Loreto, algunos dirigentes de las comunidades indígenas calificaron como vergonzosa la decisión del Parlamento, e indicaron que organizarían protestas para demostrar su total rechazo a la vacancia en contra del expresidente Vizcarra.  En Cuzco, la policía usó bombas lacrimógenas para contener y dispersar a los manifestantes.
En horas de la tarde manifestantes fueron dispersados cuando se reunían en la Plaza San Martín, la policía uso bombas lacrimógenas para dispersarlos, esto según el jefe de la Región Policial Lima Jorge Luis Cayas, para evitar el contacto entre policías y manifestantes y prevenir posibles contagios de COVID-19.
Tan solo en Lima hay al menos 16 detenidos, según la congresista Carolina Lizárraga.
En La Libertad, pese a la negación por parte del Colectivo Ciudadano de Trujillo de que se trate de usar la violencia durante las manifestaciones, durante estas se atentó contra el patrimonio cultural al pintar las gradas del monumento principal de la Plaza de Armas de Trujillo. Elva Montoya, Gerente de Patrimonio Monumental de Trujillo (PAMT), indicó que se estaba evaluando la posibilidad de prohibir las protestas en la plaza de Armas para evitar cualquier tipo de agravio al patrimonio cultural, en coordinación con la policía y seguridad ciudadana

### Miércoles 11 de noviembre
Como una manera de mantener las medidas de distanciamiento social y de protesta pacífica, cientos de manifestantes, especialmente en algunos distritos de Lima y de las otras grandes ciudades del país, realizaron cacerolazos en sectores con edificios de residencias multifamiliares y «bocinazos» por las calles en contra del nuevo gobierno de Manuel Merino. Se detectaron a miembros del Grupo Terna en las manifestaciones quienes habían detenido a algunos manifestantes en el Centro Histórico de Lima.

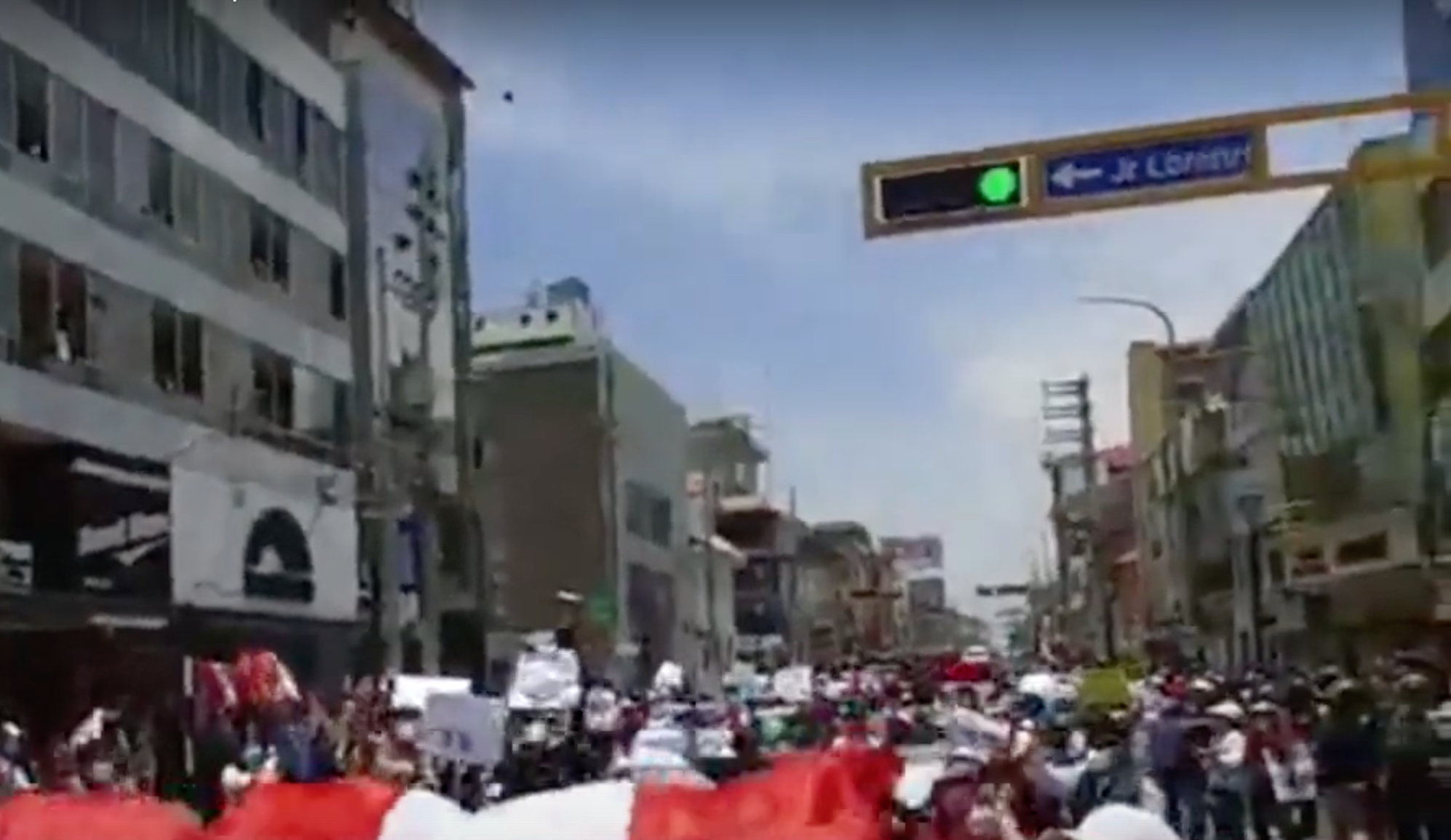
Protestas en Huancayo el 11 de noviembre

Durante esta jornada se registraron manifestaciones pacíficas en el centro de la ciudad de Lima, y en otros distritos de Lima como en Miraflores, en Surco grupos de jóvenes llegaron al frontis de la Superintendencia Nacional de Educación Superior Universitaria (SUNEDU) para exigir que se respete la autonomía en el licenciamiento de las universidades y la autonomía de esta institución. En Huancavelica, cerca de 5000 personas intentaron hacerse con el control de la central hidroeléctrica del Mantaro, estos fueron dispersados con bombas lacrimógenas lanzadas por la policía. En Puerto Maldonado se registraron 20 detenidos y un periodista herido tras las manifestaciones.
La Comisión de Justicia y Derechos Humanos del Congreso de la República rechazó citar al subcomandante General de la Policía Nacional del Perú a fin de que declare por la realización de detenciones en medio de las protestas.
La Secretaría General de la OEA mostró su preocupación por la crisis político-social del país y pidió al Tribunal Constitucional pronunciarse lo antes posible sobre la legalidad de la vacancia contra Martín Vizcarra.

### Jueves 12 de noviembre (I Marcha Nacional)

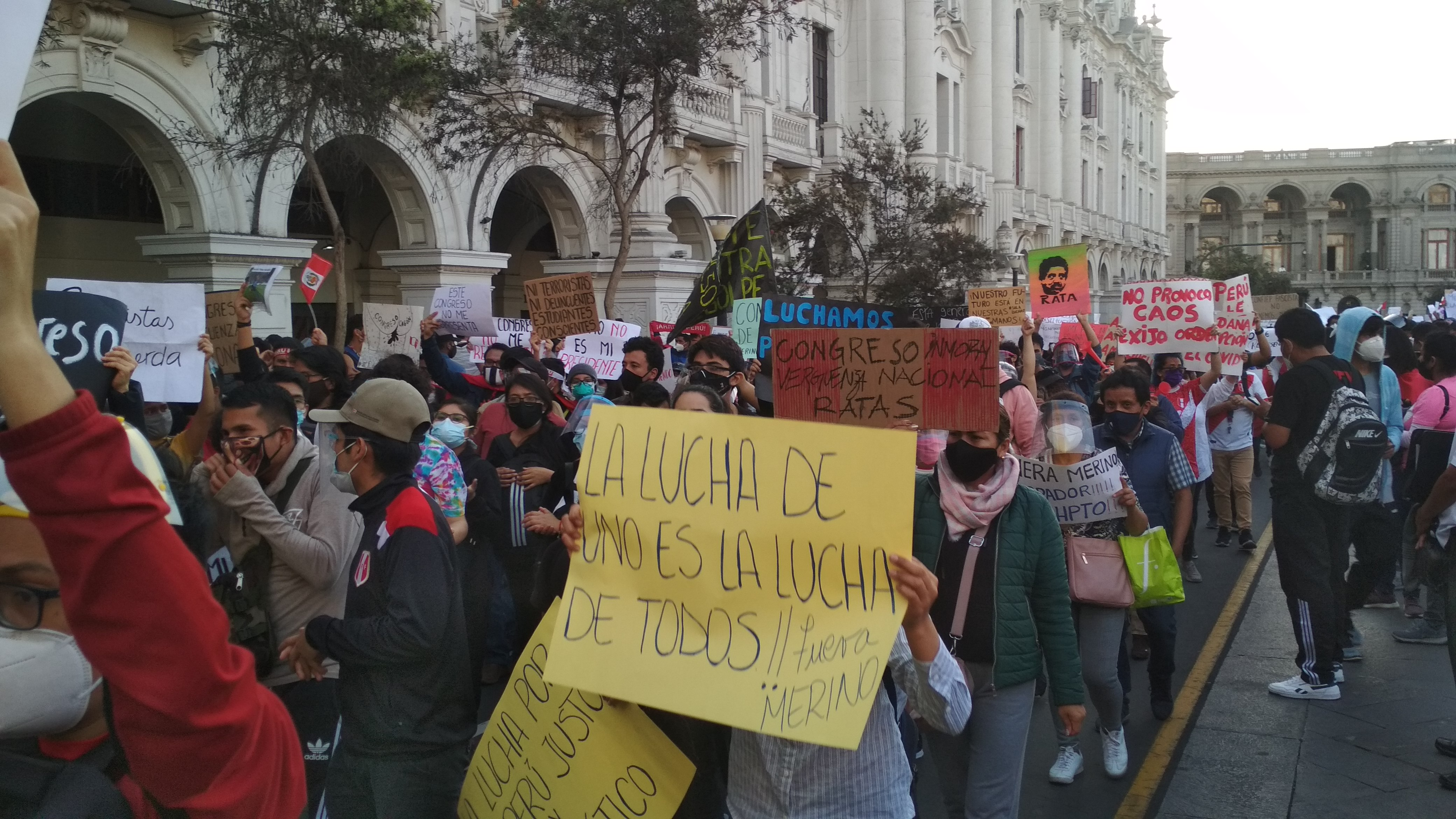
Gran Marcha Nacional, protestas en Lima el 12 de noviembre

Para el 12 de noviembre se convocó a una marcha nacional, con sede principal en la Plaza San Martín para exigir la renuncia del presidente Manuel Merino, fue convocada para las 5 de la tarde.
El polémico cantante Richard Cisneros llegó minutos antes de las 5 p. m., algo que no fue bien visto por los manifestantes quienes procedieron a desalojarlo. El cantante no tuvo más opción que refugiarse en un local de comida rápida. A partir de las 5 de la tarde comenzaron a llegar miles de personas a la Plaza San Martín, se pudo observar una masiva movilización en el centro de Lima. Durante la noche se registraron enfrentamientos con la policía. Las fuerzas del orden comenzaron a disparar perdigones y balas de goma, también lanzaron bombas lacrimógenas.
Bajo las consignas: «Merino no me representa», «Perú te quiero, por eso te defiendo» se registraron protestas en algunas ciudades como: Trujillo, Arequipa, Iquitos, Chimbote, Huaraz, Chiclayo. En Cuzco, un aproximado de 18 mil personas se congregaron en la plaza mayor de la ciudad, a la que se apersonaron delegaciones de danzantes y bandas de música que animaron las manifestaciones. En Tumbes, región de origen del presidente, más de mil personas salieron a protestar a las calles en rechazo a su gobierno. En Tacna, algunos de los manifestantes exigieron el cambio radical de la Constitución de corte neoliberal y manifestaron su rechazo hacía el gobierno de Manuel Merino.
Debido a la gran cantidad de personas reunidas, a horas de la noche, la Policía Nacional del Perú lanzó de forma indiscriminada bombas lacrimógenas, balas de goma y perdigones, para dispersar a los manifestantes a la altura del cruce entre las avenidas Nicolás de Piérola y Abancay, en Lima. Se reportó que un agente infiltrado del grupo Terna realizó disparos al aire cuando fue descubierto .

### Viernes 13 de noviembre
Durante el día no se registraron grandes movilizaciones en la capital. Aun así cientos de personas se congregaron por el distrito de La Molina llegando algunos hasta la casa del presidente del Consejo de Ministros Ántero Flores-Aráoz; asimismo decenas de personas llegaron al distrito de San Borja para manifestarse en los exteriores de la casa del presidente Manuel Merino. En horas de la noche se reportaron enfrentamientos entre la policía y los manifestantes cerca de la casa del primer ministro, Ántero Flores-Aráoz al impedir el avance de la movilización; esta similar situación ocurrió en el frontis de la casa del presidente Manuel Merino, en donde la policía empujó y golpearon con a los manifestantes.
Durante la tarde, algunos ciudadanos en la Ciudad de Lima, fueron a marchar a distintos medios de comunicación que eran reconocidos en el país, algunos como América TV, ATV, Latina Televisión, y Panamericana Televisión. Esto tras la acusación de distintas personalidades políticas, quienes decían que las manifestaciones ciudadanas eran de sectores pequeños y no tendrían mucha relevancia, incluso también por la denuncia de algunos periodistas de TV Perú quienes manifestaron ataques contra la libertad de expresión por parte del Gobierno para no cubrir las marchas. Manifestantes llegaron a marchar en el frontis del canal Willax Televisión, tras los desaires por parte de algunos periodistas hacia las protestas.
Las cifras oficiales estipulaban al menos 27 heridos, entre manifestantes y policías. Derechos Humanos denunció el uso de perdigones para controlar las protestas, en las que también terminaron involucrados periodistas.

### Sábado 14 de noviembre (ll Marcha Nacional)

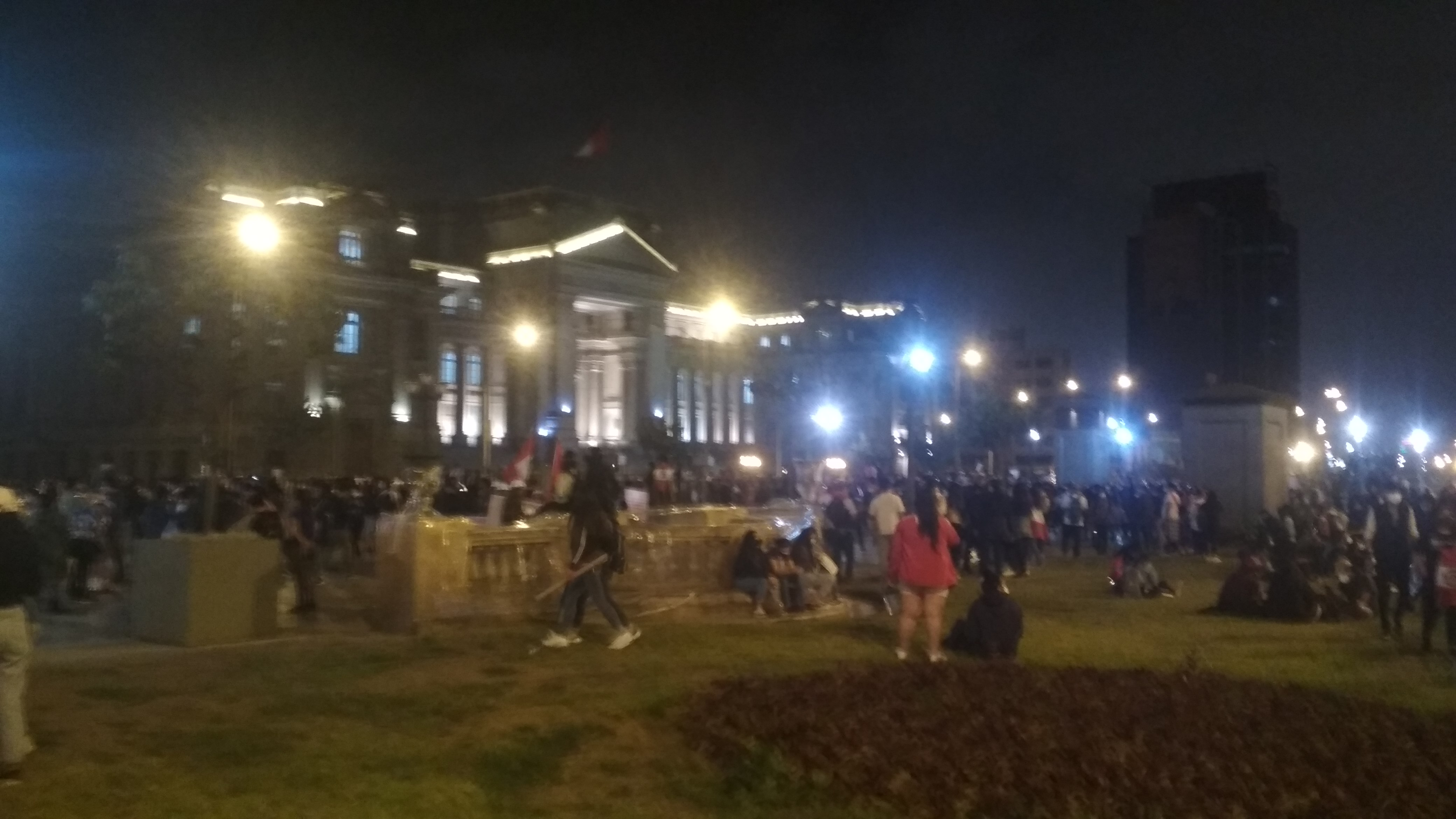
Grupos de manifestantes congregados en la noche del 14 de noviembre en el Paseo de los Héroes Navales frente al Palacio de Justicia de Lima.

A través de diferentes redes sociales se anunció una segunda marcha nacional en la que los ciudadanos siguieron protestando en contra el Gobierno de Manuel Merino para exigir su renuncia.
A las 2:30 de la tarde fue convocada la II Marcha Nacional. En Lima se congregaron en la Plaza San Martín, también se congregaron en distintos puntos del país. Se registró una severa represión por parte de la policía en la ciudad de Lima, que lanzó bombas lacrimógenas y perdigones contra los manifestantes. En ese sentido se registraron numerosos lesionados por heridas de armamento policial, incluido un periodista de la cadena mexicana Televisa que fue herido de gravedad. Por otro lado se reportaron fallas en el servicio de Internet móvil durante las movilizaciones.
Ya pasado el toque de queda, a horas de la noche, en medio de enfrentamientos entre policías y manifestantes, se confirmó el primer fallecido por las protestas, un joven de 22 años identificado como Jack Brian Pintado Sánchez, quien llegó sin vida al hospital Guillermo Almenara. Esa misma noche y tras este acontecimiento, varios miembros de la sociedad nacional y política empezaron a exigir la Renuncia de Manuel Merino a la Presidencia de la República.
El primer ministro, Ántero Flores-Araóz se negó a dimitir, afirmando que «el presidente me tomó como primer ministro, si se queda yo me quedo con él, si se va y dimite iré con él».  
Desde los medios se informó que Merino habría  pedido a los jefes de las fuerzas armadas y policiales que asistieran a una reunión de emergencia en Palacio de Gobierno para el domingo en la mañana, pero estos se negaron a ir. Sin embargo, el Primer Ministro Ántero Flores Aráoz negó aquel hecho diciendo lo siguiente: «No se les había convocado, según tengo entendido. ¿Hoy en la mañana? No lo sé. Les soy franco: no lo sé, estaba acá», mientras se dirigía a palacio. El supuesto rechazo de las Fuerzas Armadas al presidente Merino fue suficiente para que The Washington Post lo describiera como "la gota que derramó el vaso" para la presidencia de Merino.

### Domingo 15 de noviembre (Renuncia de Merino)
A tempranas horas del día 15, se confirmó que un segundo manifestante, Jordan Inti Sotelo Camargo de 24 años, falleció en el hospital de Emergencias Grau tras las violentas protestas realizadas en la Avenida Abancay. El cuerpo de Inti presentaba cuatro impactos de perdigón. En horas de la madrugada, surgieron especulaciones sobre la huida del presidente Merino del país luego de que se informara que el Aeropuerto Internacional Jorge Chávez fuese cerrado por su operador, Lima Airport Partners.
En la mañana, se realizaron algunas manifestaciones en Lima, tanto en el Centro Histórico como en el Distrito de Miraflores, mientras que en el Parlamento Nacional, se produjo la renuncia del Presidente del Congreso, Luis Valdez y de los dos vicepresidentes: Guillermo Aliaga y María Teresa Cabrera, quienes apoyaban una nueva elección de la Mesa Directiva y exigían la renuncia del Presidente, Manuel Merino.
Ese mismo día a las 12:00 p. m., el entonces Presidente Manuel Merino de Lama, renunció a irrevocablemente al cargo de presidente de la república, suceso que el Congreso aceptó posteriormente. Tras la marcha de Merino y de acuerdo con el mandato constitucional, se debía elegir una nueva Mesa Directiva del Congreso, donde el presidente del Legislativo tendría que asumir el Ejecutivo y el primer vicepresidente, el Legislativo. Debido a que la gran mayoría del Congreso había votado a favor de la vacancia presidencial contra Vizcarra, era necesario que quienes integraran esta nueva Mesa fueran los que votaron en contra o se abstuvieron, esto con el objetivo de calmar a los manifestantes. Luego de varias discusiones y enfrentamientos televisados, se decidió internamente por la fórmula de Roció Silva-Santisteban, quien estaba acompañada de Francisco Sagasti, Luis Roel Alva y Yessica Apaza; estos tenían como competidores a otros dos grupos que votaron a favor de la vancancia presidencial, pero ante las airadas críticas que recibieron, decidieron finalmente no presentarse.  En el Pleno del Congreso, contradiciendo sus compromisos orales previos, varias bancadas decidieron votar en contra o abstenerse de apoyar a la activista de izquierda Silva-Santisteban, alargando todavía más la crisis política y dejando al país sin Ejecutivo un día más. 

### Lunes 16 de noviembre
La procesión fúnebre y entierro de Jordan Sotelo ocurrió en el cementerio Campo Fe de Huachipa. Las palabras de su madre fueron: «Voy a decir las últimas palabras de mi hijo (antes de salir a la marcha). Me dijo: «Voy a dar la vida por mi patria».
Durante las horas de la tarde, los manifestantes marcharon exigiendo una nueva constitución y pidieron justicia para los heridos y muertos durante las manifestaciones. Mientras que en el Congreso de la República se lograron obtener los votos, y quien asumiría la presidencia sería el legislador del Partido Morado, Francisco Sagasti, quien estaba acompañado de Mirtha Vásquez (Frente Amplio), Luis Roel Alva (Acción Popular) y Maria Céspedes (Somos Perú), esa misma tarde juro la nueva Mesa Directiva del Parlamento, y al día siguiente, Sagasti juraría como Presidente de la República.

### Martes 17 de noviembre (III Marcha Nacional)

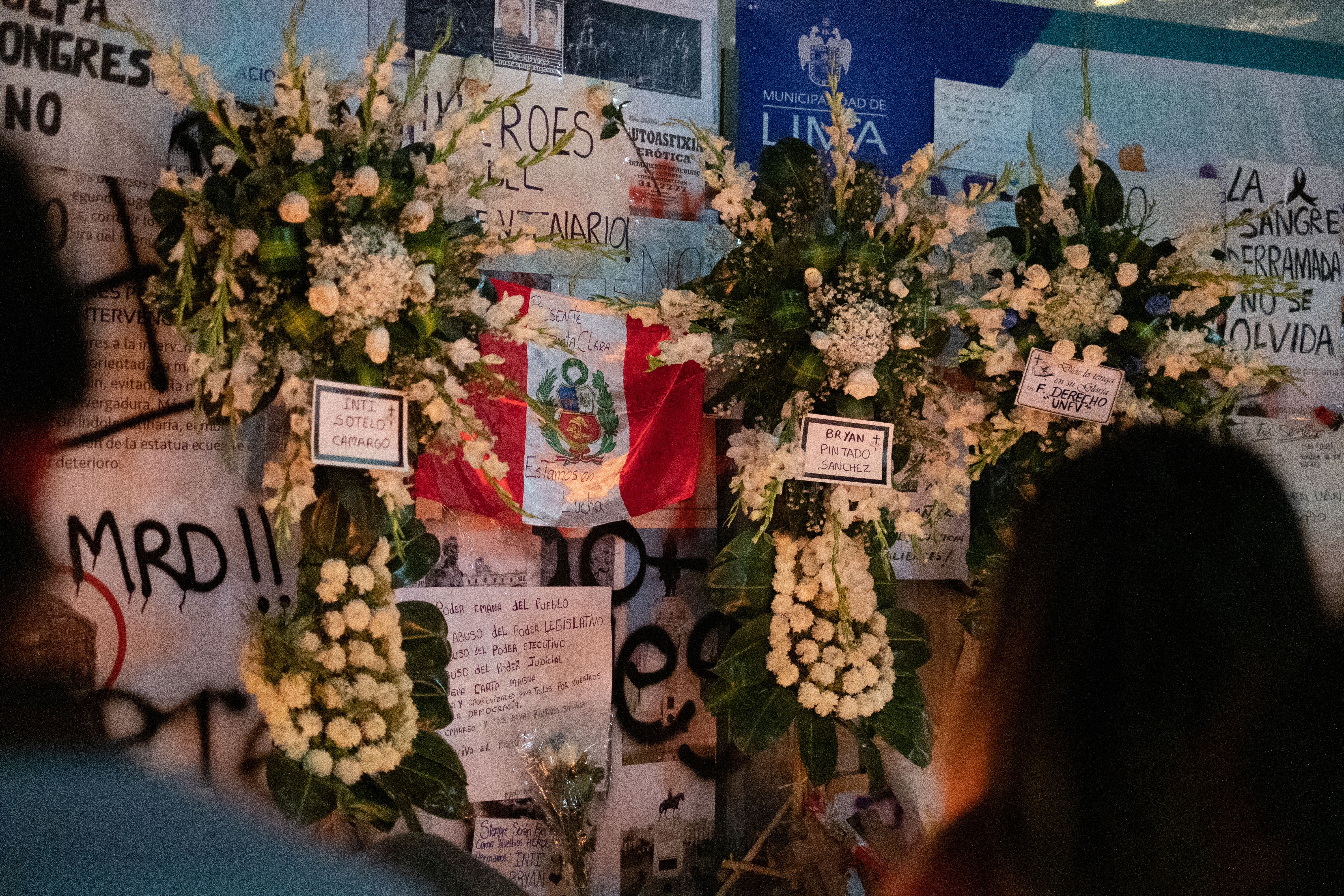
Altar improvisado en la Plaza San Martín por la muerte de Bryan Pintado e Inti Sotelo durante las protestas del 17 de noviembre.

El día 17 de noviembre, el Presidente del Congreso, Francisco Sagasti asumió la Presidencia de la República, siendo su primer acto como presidente dar un minuto de silencio durante su mensaje a la nación por los dos jóvenes asesinados durante las protestas, diciendo:

Sean mis primeras palabras para pedir un minuto de silencio en homenaje a los jóvenes ciudadanos Jack Bryan Pintado Sánchez y Jordan Inti Sotelo Camargo, lamentablemente fallecidos durante las últimas jornadas de movilización ciudadana, realizadas en ejercicio legítimo del derecho fundamental a la protesta.

Tras el minuto de silencio, se dirigió a los padres de los fallecidos quienes habían sido invitados a la juramentación de Sagasti como Presidente y quien les dijo:

En nombre del Estado, pedimos perdón a sus familiares, a ellos y a todos los jóvenes que marcharon para defender la democracia, y que nos hicieron recordar lo que es la vocación de servicio.

En horas de la tarde, la Plaza San Martín se llenó de manifestantes. Paralelamente, en Miraflores, cientos de manifestantes realizaron un plantón frente a la vivienda del periodista peruano Beto Ortiz, quién siempre defendió el gobierno de Manuel Merino, dio una opinión polémica acerca del fallecimiento de Brian e Inti, donde generó polémica con las palabras que dijo en su programa Beto a saber: «¿Alguien se acordará de los Brians? Los que mueren no son los Cruz, ni los Cisneros, ni los Olivares, no. Los que mueren reventados, como siempre, son los Brians. Los Bryans, que en el Perú, son la carne de cañón de todas las guerras».

### Miércoles 18 de noviembre
El presidente Sagasti nombró oficialmente a los nuevos miembros de su Gabinete Ministerial, siendo Violeta Bermúdez Valdivia elegida como nueva primera ministra.
También se lanzó una campaña para que Movistar TV retire a Willax Televisión de su parrilla de canales, donde varios usuarios en Twitter acusaban a Willax por difundir mensajes de odio en sus programas Rey con Barba y Beto a saber. Debido a ello Movistar respondió que «No les corresponde a ellos sacar del aire a la casa televisiva, pues tiene señal abierta».

### Sábado 21 de noviembre
Los manifestantes se reunieron nuevamente en la Plaza San Martín una semana después de que ocurran las muertes de Brian e Inti, exigiendo justicia para los jóvenes asesinados y pidiendo una nueva constitución. El presidente, Francisco Sagasti comunicó a los manifestantes que garantizará su seguridad y prohibirá que la Policía Nacional se enfrente a manifestantes pacíficos.

## Represión policial

### Víctimas
Se informó el uso de perdigones y balas de goma para controlar las acciones de protesta, al igual que el uso de gas lacrimógeno, en el Cercado de Lima.
Durante la I Gran Marcha Nacional se reportaron heridos entre los manifestantes y algunos periodistas que fueron alcanzados por perdigones lanzados por la Policía Nacional. También fueron detectados efectivos del grupo Terna infiltrados durante las manifestaciones, la Comisión Nacional de Derechos Humanos entregará los vídeos de los agentes infiltrados a instancias internacionales. Reporteros de un medio local registraron detenciones y actos de agresión hacía los manifestantes por parte de la policía, durante la Gran Marcha Nacional. El Instituto Prensa y Sociedad (IPYS) denunció que al menos tres periodistas resultaron heridos durante estas manifestaciones y que la policía disparó directa y deliberadamente contra ellos.
Tras el fallecimiento de Brian Pintado e Inti Sotelo, se reportó que ambos habían sido asesinados por la policía nacional, habiendo recibido perdigones de plomo en sus cuerpos. Varios de los heridos resultaron con lesiones graves en su cuerpo debido a los ataques con perdigones.
Uno de los desaparecidos que fue ubicado posteriormente consumiendo sustancias alucinógenas y no teniendo nada de relación con la policía, reportó falsamente que habría sido secuestrado tres días sin comer por el Grupo Terna, para según el informe de la Coordinadora Nacional de los Derechos Humanos. El exministro del interior Remigio Hernani, intentó desbaratar la versión afirmando que «habría sido un montaje de los organizadores de las marchas para así desprestigiar a la Policía Nacional» . Evidencia posterior mostró que las declaraciones del desaparecido fueron falsas. En los días posteriores a los hechos se dio con la ubicación de todos los reportados como desaparecidos, de modo que no se pudo comprobar un solo caso de alguien que haya sido desaparecido producto de las labores de la Policía Nacional.

#### Preocupaciones por los derechos humanos

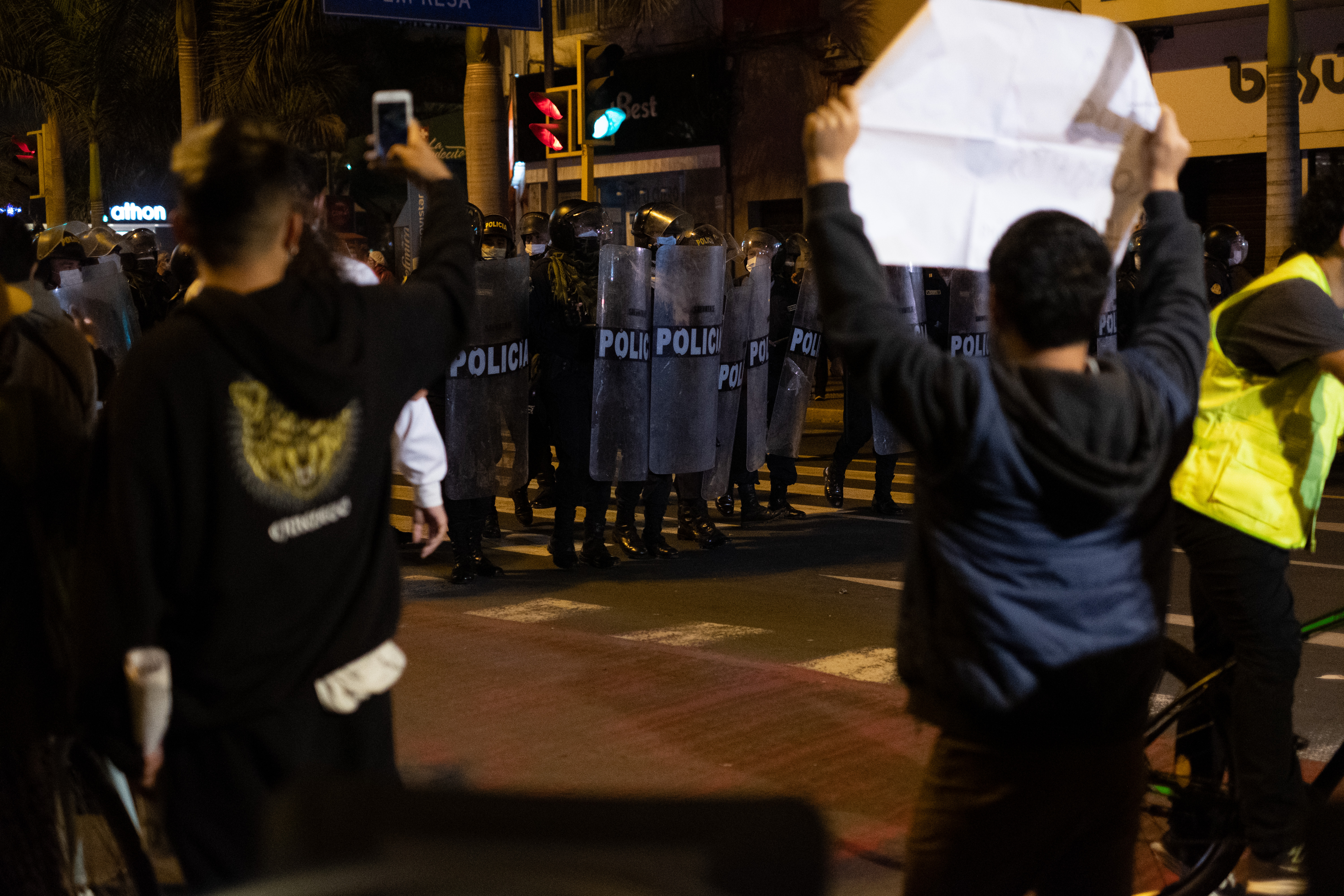
Antidisturbios frente a los manifestantes en el distrito de Miraflores el día 11 de noviembre.

Amnistía Internacional exigió el 10 de noviembre que las autoridades pusieran fin a la represión de las manifestaciones y que se garantizaran los derechos de las personas.
Tras la Marcha Nacional del 12 de noviembre, la Comisión Interamericana de Derechos Humanos y las Naciones Unidas Perú condenaron el uso desproporcionado de la fuerza por parte de las autoridades. En un comunicado, la CIDH manifestó que "según la información recibida, la Policía ha utilizado masivamente gases lacrimógenos y perdigones contra manifestantes y periodistas. Esto contraviene los estándares de la CIDH sobre el derecho a la protesta" y que exigió al gobierno merino "abstenerse de realizar prácticas de detención indiscriminadas". Christian Sánchez, Oficial Nacional de Información de las Naciones Unidas en Perú, describió las protestas como "en su mayoría de naturaleza pacífica", afirmando:

Como consecuencia de la actuación policial de los últimos días, y particularmente en las masivas marchas del jueves 12, se han producido heridos, entre ellos manifestantes y periodistas. Es necesario recordar que el uso arbitrario e indiscriminado de armas no letales viola la principio de proporcionalidad y viola los estándares internacionales, que exigen precaución, necesidad y proporcionalidad en la actuación policial. Asimismo, ha habido violaciones al derecho al debido proceso de los detenidos, incluyendo detenciones de adolescentes manifestantes.

Tras las muertes del 14 de noviembre, la directora para las Américas de Amnistía Internacional, Erika Guevara, declaró: «Exigimos el fin de la represión y la investigación y castigo por todas las violaciones de derechos humanos que se están registrando». También esa noche, el director para las Américas de Human Rights Watch, José Miguel Vivanco, también emitió un comunicado, diciendo: «Seguimos documentando casos de brutalidad policial en el centro de Lima. Todo indica que la represión contra manifestantes pacíficos se está intensificando. La policía debe suspender el uso de perdigones». Al mes siguiente, HRW dedujo que el «sistema disciplinario de la Policía Nacional del Perú no garantiza ni independencia ni transparencia».

## Actitudes contra la libertad de expresión
El presidente del directorio del Instituto Nacional de Radio y Televisión del Perú (IRTP) Eduardo Guzmán junto al Consejo Directivo del mencionado órgano renunciaron a sus cargos alegando que lo hicieron «por un sentido de responsabilidad y de acuerdo con nuestros principios democráticos y los encargos que en su oportunidad recibimos». Asimismo el gerente de prensa del IRTP Renzo Mazzei renunció a su cargo y mediante un comunicado dijo que «Mi renuncia responde a la renuncia del Consejo Directivo del IRTP ante la ministra de Cultura, de la cual tomé conocimiento en las últimas horas, y a la preocupación que me genera la intención de censurar y manipular la cobertura informativa de TV Perú de las protestas ciudadanías contra la situación política que vive nuestro país y de la que he sido testigo al recibir la llamada con una directiva», agregó que «El 10 de noviembre, tras la juramentación del señor Manuel Merino como presidente recibí la llamada de un colaborador de confianza de dicha autoridad que trabaja con él desde el Congreso para solicitarme que el canal dejara de informar sobre las protestas que en ese momento se transmitían en vivo por la señal del canal del Estado». En ese sentido los periodistas de la televisora estatal TV Perú Enrique Chávez y Carla Harada, en el noticiero Edición Noche leyeron un comunicado firmado por varios periodistas de ese canal en el que rechazan cualquier intento de censura; también decidieron renunciar figuras de ese canal entre ellos Ricardo Bedoya y Sonaly Tuesta.

## Controversias
El programa de televisión Rey con Barba del canal Willax Televisión difundió el domingo 15 de noviembre de 2020, unas fotografías de una incautación de armamiento casero, el cual lo atribuyeron a los manifestantes que participaban en las protestas del día anterior, pero estas imágenes eran sacadas de evidencias que habían sido incautadas por los Carabineros de Chile. Tras ese hecho, el canal de televisión Willax pidió disculpas por las imágenes falsas que se mostraron en ese programa.
El periodista Beto Ortiz comentó que «anoche se celebraba que había un muerto, al final nadie se ha muerto. Están como loquitos para que rápido, pronto, aparezca un cadáver que puedan pasear en hombros y decir que es una dictadura, que hay terrorismo de estado». Luego de estas y otras expresiones en contra de las manifestaciones, usuarios denunciaron masivamente su cuenta oficial de Twitter junto a la cuenta oficial del canal de televisión en donde trabaja, Willax Televisión, resultando en el cierre de ambas cuentas por parte de la red social. Ortiz manifestó que también recibió amenazadas de posibles escraches. El 17 de noviembre fue víctima de un escracho y como consecuencia no pudo realizar con normalidad su trabajo para Willax.
El presentador de televisión Paco Bazán, en su programa ATV noticias, aseguró que las armas utilizadas en las protestas no serían de la Policía Nacional del Perú, y que serían similares a las que se usaron en la época del terrorismo en el Perú. Tras este hecho el presentador empezó a ser blanco de críticas en las redes sociales por un supuesto de tergiversar la información.

## Repercusiones

### Consecuencias sanitarias

#### Impacto de COVID-19
El médico Elmer Huerta dijo en una entrevista que «este tipo de marchas no ocasiona aumento en la incidencia [sobre COVID-19]; se está al aire libre y las bocas están cubiertas», según él porque la mayoría de los que protestan son jóvenes y el resto de las familias se quedan en sus casas. Estas opiniones fueron puestas en dudas por otros médicos como Roberto Accinelli, que comunicó que las protestas sí pueden ocasionar un aumento de contagio, aunque bajo; además, el polémico científico, y más tarde congresista de la República, Ernesto Bustamente, por medio de su cuenta oficial de Twitter, criticó que por intereses políticos algunos medios de comunicación y políticos promuevan las aglomeraciones indiscriminadas en un contexto de pandemia.

### Consecuencias políticas

#### Uso político de las protestas
Se criticó que las protestas por el descontento de la clase política personificada en el Congreso intente ser utilizado por políticos particulares, la mayoría precandidatos o candidatos por sus respectivos partidos para las elecciones generales de 2021; el expresidente Ollanta Humala (Partido Nacionalista Peruano) y Verónika Mendoza (Nuevo Perú) fueron expulsados del Cercado de Lima y la Plaza de Armas de Cuzco respectivamente por manifestantes cuando intentaban integrarse a las protestas. Verónika Mendoza además, usó el contexto para llamar a una asamblea constituyente, que, en efecto, era uno de los reglamos del sector izquierdista de los manifestantes.
La precandidata Carolina Lizárraga del Partido Morado criticó al otro precandidato Julio Guzmán al mencionar que «lo que no se debe hacer es utilizar la indignación de las personas -he visto que políticos hacen eso- de, sobre todo, jóvenes que por su personalidad son más proclives a exponerse» y justificó su posición al mencionar que «las personas pueden protestar de manera pacífica, pero no quisiera, en la situación en que me encuentro ahora que estoy postulando en las elecciones internas de mi partido, que se pensará que me estoy trepando en este tema por oportunismo».
El precandidato de Podemos Perú, Daniel Urresti, manifestó apoyar las protestas nacionales pero se mostró contrario al vandalismo y al uso político de la protestas al comunicar que «en estas manifestaciones siempre habrá un pequeño grupo, muy reducido, que producto de la euforia y adrenalina del momento hará algún destrozo, lo cual rechazamos. Asimismo, estas marchas que nacen de manera espontánea no deben atribuírsele a un par de precandidatos azuzadores que buscan sangre para lograr ganar votos».

#### Renuncia de Ministros del Gabinete Flores - Araoz
En la madrugada del 15 de noviembre de 2020 renunciaron a sus puestos 13 de los 18 ministros del gabinete del presidente del Consejo de Ministros del Perú Antero Flores-Áraoz, antes de la renuncia oficial de Manuel Merino a la presidencia:
- Walter Chávez Cruz, Ministro de Defensa
- Gastón Rodríguez, Ministro del Interior
- Delia Muñoz, Ministra de Justicia y Derechos Humanos
- Abel Salinas, Ministro de Salud
- Fernando Hurtado Pascual, Ministro de Agricultura y Riego
- María Seminario, Ministra de Comercio Exterior y Turismo
- Carlos Herrera Descalzi, Ministro de Energía y Minas
- Hilda Sandoval Cornejo, Ministra de Vivienda, Construcción y Saneamiento
- Fernando d'Alessio, Ministro de Educación
- Patricia Teullet, Ministra de la Mujer y Poblaciones Vulnerables
- Federico Tong, Ministro de Desarrollo e Inclusión Social
- María del Carmen de Reparaz, Ministra de Cultura
- José Arista, Ministro de Economía y Finanzas

### Consecuencias económicas
La cotización del dólar estadounidense llegó hasta los 3.65 soles registrando niveles no vistos desde 2002. Asimismo un paro de agricultores ha hecho que los precios de algunos productos se eleven hasta en un 400 %.

### Internacionales
- La CIDH expresó su preocupación ante la crisis generada tras la vacancia del expresidente Vizcarra.[156]
- La Secretaría General de la OEA manifestó su preocupación sobre la situación política actual en el Perú, en el contexto de la pandemia de COVID-19.[157]
- UNICEF pidió a las autoridades evitar la violencia y que se garantice el derecho de los adolescentes a expresarse libre y pacíficamente.[158]
- Uruguay,[159] Paraguay,[160] Chile,[161] Brasil,[162] Argentina,[163] Estados Unidos[164] y otros países reconocieron a Manuel Merino como presidente y expresaron sus deseos de que se mantenga la estabilidad política y no se quebrante el orden constitucional.
- El Salvador: El presidente Nayib Bukele expresó que no reconoce el gobierno de Merino, tachándolo de «golpista» y apoyó las protestas.[165]
- Amnistía Internacional ha exigido a las autoridades que se detenga la represión de las manifestaciones y que se garanticen lo derechos de las personas.[166]
- Naciones Unidas: dice haber recibido «información inquietante» acerca de las manifestaciones, también señaló que ha constatado que policías vestidos de civil, durante las protestas han procedido a realizar detenciones arbitrarias. En ese sentido sostuvo que la Policía Nacional del Perú debe abstenerse de usar la fuerza «de manera ilegal, excesiva y arbitraria».[167]

### Nacionales
- La Defensoría del Pueblo señaló que la policía debe hacer un uso proporcionado de la fuerza y no debe excederse. Asimismo exigió a la policía a no hacer un uso desproporcionado de la fuerza durante las manifestaciones.[168]
- El Ministerio Público ordenó a los fiscales realizar de manera urgente acciones para garantizar los derechos de las personas durante las jornadas de protestas.[169]
- La Coordinadora Nacional de Derechos Humanos denunció que no se están respetando los derechos de las personas detenidas en las dependencias policiales.[169]
- La Universidad Nacional Mayor de San Marcos mediante un comunicado señaló que rechaza «todo acto político que atente contra la gobernabilidad y el orden constitucional».[170][171]
- El Consejo de La Prensa Peruana instó al gobierno a evitar el uso de la fuerza durante las manifestaciones.[172]

### Figuras políticas
- El presidente del PPC Alberto Beingolea manifestó que el congreso actuó de forma contraria a los intereses del pueblo, el Partido Popular Cristiano (PPC) no consideraba correcta la vacancia, ya que solo continuaba con el pleito político ajeno a la realidad nacional.[173]

- La ex congresista, Verónika Mendoza se refirió a la situación actual, expresando que si Manuel Merino asume la presidencia del Perú, su mandato será ilegítimo. Apoyando las distintas manifestaciones ciudadanas en el país.[174]

- El líder del Partido Morado, Julio Guzmán en horas de la mañana del día 10 de noviembre de 2020, manifestó lo siguiente en la red social Twitter : 'La Bancada Morada no asistirá a la juramentación de Manuel Merino a la presidencia del Perú. No participaremos de una toma ilegítima del poder'.[175] El vocero de Acción Popular Otto Guibovich, anunció que denunciará a Guzmán por 'azuzar a la población'.[176]

- El expresidente Ollanta Humala considera que es insensato vacar a Martín Vizcarra dado la situación en que está el Perú, en parte por la pandemia, pese a que debe ser investigado.[177]
- El Presidente de Acción Popular, Mesías Guevara, (Partido del que Manuel Merino forma parte) solicitó a través de sus redes sociales la inmediata renuncia de Manuel Merino a la presidencia, tras los dos fallecidos que dejó la Gran Marcha Nacional.[178]
- El expresidente del Congreso, Daniel Salaverry solicitó que todos los responsables por las muertes de los dos jóvenes paguen con la máxima pena en la cárcel.[179]
- El exalcalde de La Victoria George Forsyth, reconoció a Merino como presidente, y consideró a la vacancia de Martín Vizcarra como un ´golpe de Estado disfrazado´ en su cuenta de Twitter.[180] Días después cambió su opinión y pidió a la gente a ´tomar las calles´.[181]
- El ex congresista César Acuña, líder de Alianza Para el Progreso, el 14 de noviembre de 2020 respaldó la vacancia a Martín Vizcarra. Horas después, en su cuenta de Twitter señaló que el Congreso ´debe elegir a un nuevo presidente´ opinando que el presidente Merino debe renunciar a la presidencia del Perú.[182]
- El Alcalde de Lima, Jorge Muñoz manifestó que se ha producido 'una situación de deslegitimidad para el próximo gobernante' tras la vacancia de Vizcarra.[183] El 14 de noviembre de 2020, fue el primer político que pidió la renuncia del Presidente Manuel Merino, y afirmó en una entrevista a un medio local que ya no está inscrito a Acción Popular, para 'contribuir a tener una posición neutral sobre la crisis política'.[184]

## Sondeos públicos
El 19 de noviembre de 2020, la encuestadora Ipsos reveló que un 94% de peruanos rechazaba el nombramiento de Manuel Merino como presidente de la República y 88% estaba en desacuerdo con la vacancia de Vizcarra. Los encuestados afirmaban que las razones del Congreso para la vacancia eran para tomar el Poder Ejecutivo y porque consideraban a Vizcarra como una amenaza a sus intereses particulares. Asimismo, el 44% señaló que lo ocurrido fue un golpe de Estado por parte del Congreso, y otro 46% calificó la vacancia de cuestionable y exagerada. 
Asimismo, el Instituto de Estudios Peruanos (IEP), reveló que el expresidente Vizcarra terminó su último mes de mandato con 77% de aprobación, un crecimiento de 17 puntos desde el mes de octubre a raíz de su vacancia.